# Abdelkabir El Ouadi
Abdelkabir El Ouadi (Fes, 20 februari 1993) is een jonge Marokkaanse voetballer die bij voorkeur speelt als vleugelspeler. Hij verruilde in 2019 Ittihad Tanger voor Wadi Degla.

## Carrière
2010-2014  Wydad de Fès

2014-  Raja Casablanca

## Erelijst
- Winnaar Beker van Marokko: 2017
- Vicekampioen GNF 1 (Raja Casablanca): 2014

1 Zniti  ·
2 Douik ·
4 Gael Ngah ·
5 Moutouali ·
6 Ngoma ·
7 Islah ·
8 Al-Warfali ·
10 Benhalib ·
11 Jabroun ·
12 El Haddaoui ·
13 Benoun ·
15 Haddad ·
17 Ahadad ·
18 Hafidi ·
19 Malango ·
20 Jbira ·
21 Rahimi ·
22 Bouamira ·
25 Boutayeb ·
30 Nanah ·
55 Achchakir ·
96 Arjoune ·
98 El Wardi ·
Coach: vacant
· Assistent-coach: Safri